# مسید
مسید (به عربی: مسيد) یک شهرداری در الجزایر است که در استان سیدی بلعباس واقع شده‌است.